# ヒッチョウカ
ヒッチョウカ（畢澄茄、学名: Piper cubeba）またはクベバは、コショウ属植物の1種である。またその乾燥果実の生薬名。その果実と精油のために栽培される。主にジャワ島とスマトラ島で育てられ、そのためにジャワ長胡椒と呼ばれることがある。果実は成熟前に摘み取られ、注意深く乾燥される。商品のヒッチョウカは乾燥したベリーから成る。見た目はコショウと似ているが、柄が付いており、英名の "tailed pepper" の由来となっている。乾燥した果皮はしわが寄り、その色は灰色がかった茶色から黒まで多岐にわたる。種子は硬く、白色で油分が多い。ヒッチョウカの香りは心地よく、香りが良いとされ、味は刺激的な辛さで、鼻を突き、わずかに苦く、持続性がある。オールスパイスあるいはオールスパイスとコショウを足して2で割ったような味とされている。
ヒチョウカはアラブとの交易によりインドを介してヨーロッパへ伝わった。「Cubeb」という名称はアラビア語のkabāba (كبابة)由来であり、古フランス語のquibibesを経由している。ヒッチョウカはそのアラビア語名で錬金術の書籍で言及されている。ジョン・パーキンソンは著書『植物の世界（Theatrum Botanicum）』において、1640年頃にポルトガル王がクロコショウ（Piper nigrum）を奨励するためにヒッチョウカの販売を禁止した、と述べている。医学的使用のために19世紀のヨーロッパでしばらく復活したが、以後のヨーロッパの市場からは実質的に消えている。西洋ではジンおよび紙巻きたばこのための香料として、インドネシアでは食品の香辛料として使われ続けている。

## 歴史

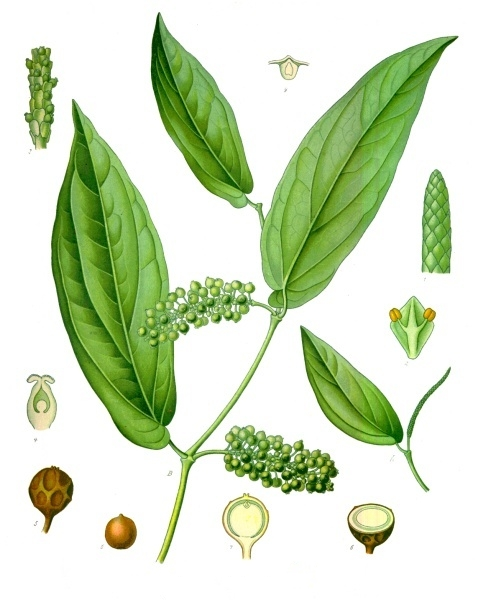
Piper cubeba。『ケーラーの薬用植物』（1887年）から。

紀元前4世紀、テオプラストスはkomakonに言及し、シナモンとカシアと共に芳香菓子の原料に含めた。ギヨーム・ビュデとクラディウス・サルマシウスはkomakonをcubebと同一視した。これはおそらくcubebのジャワ語名kumukusとの類似性からである。これは、テオプラストスの時代よりも前の時代のジャワとギリシャの貿易の奇妙な証拠として見られている。ジャワ人の栽培者らは、実を熱湯処理して殺菌することでこのつる植物を他の場所では栽培できないようにして、交易の独占を守っていたため、ギリシア人が他の場所から入手したとは考えにくい。
唐時代に、ヒッチョウカはシュリーヴィジャヤ王国から中国へもたらされた。インドでは、kabab chini、すなわち「中国のcubeb」と呼ばれるようになった。これはおそらく中国人がその交易に一枚かんでいたためであるが、中国との交易において重要な物品であったためである可能性がよりありえそうである。中国では、同じ語源のサンスクリット語のvilengaやvidangaと呼ばれた。『海薬本草』の作者である李珣はクロコショウと同じ木に生ると考えた。唐の医者は、食欲増進、祛邪、髪色を濃くする、身体を芳香で満たすためにヒッチョウカを処方した。しかしながら、ヒッチョウカが中国で調味料として使われたことを示す証拠は存在しない。
9世紀に編纂された『千夜一夜物語』は、不妊のための治療薬としてヒッチョウカに言及している。これはアラブでは既に医療目的のために使われていたことが示している。ヒッチョウカは10世紀頃にアラブ料理に取り入れられた。13世紀末に書かれた『東方見聞録』はヒッチョウカや他の価値のある香辛料の生産地とジャワを説明している。14世紀、ヒッチョウカはルーアンとリッペの商人によってコショウの名前で穀物海岸からヨーロッパへと輸入された。フランシスコ修道会の作家フランセスク・アシメニスによる暴食の実例を挙げた道徳物語は、世俗的な聖職者の食生活を描いたもので、入浴後に卵の黄身にシナモンとヒッチョウカを加えた奇妙な調合物をおそらく媚薬として摂取している。
ヒッチョウカは、中国の人々によってそうであったように、ヨーロッパの人々によって悪魔を退けると考えられていた。17世紀末にエクソシスムの方法について書いたカトリック司祭ルドヴィコ・マリア・シニストラリは、インキュバス（夢魔）を追い払うための香の材料にヒッチョウカを含めた。今日でも、シニストラリによる香の調合法はネオペイガニズム作家らによって引用され、これらの作家の一部はヒッチョウカを恋の小袋や呪文で使うことができると主張している。
販売が禁止された後、ヒッチョウカの料理での使用はヨーロッパで劇的に減少し、医学的な応用のみが19世紀まで続いた。20世紀初頭、ヒッチョウカはインドネシアからヨーロッパとアメリカ合衆国へ定期的に出荷されていた。交易は次第に年間 135 t (133ロングトン; 149ショートトン) まで減少し、1940年より後に実質的な意味において終わった。

## 化学成分

α-クベベンの化学構造

乾燥したヒッチョウカの果実は、モノテルペン類（サビネン 50%、α-ツジェン、およびカレン）、セスキテルペン類（カリオフィレン、コパエン、α- およびβ-クベベン、δ-カジネン、ゲルマクレン）、1,4- および1,8-シネオール、ならびにクベボールから構成される精油を含む。
揮発性油のおよそ15%は水と一緒にヒッチョウカを蒸留することによって得られる。液体成分のクベベンは化学式C15H24を持ち、α-クベベンとβ-クベベンがある。これらはアルケン部分の位置のみが異なっており、二重結合が環内（5員環部分）にあるのがα-クベベン、環外にあるのがβ-クベベンである。薄い緑色の粘性のある液体で暖まる木のような、わずかに樟脳様の芳香を持つ。水と共に精留後、あるいは保存中、ヒッチョウカの樟脳の菱形結晶が沈殿する。
クベビン（C20H20O6）はヒッチョウカ中に存在する結晶性固体であり、1839年にウジェーヌ・スーベランとイサント・キャピテーヌ（Hyacinthe Capitaine）によって発見された。これはクベベンから、あるいは精油を蒸留後に残った果肉から調製されるかもしれない。この薬物は、ガム、脂肪油、リンゴ酸のマグネシウムおよびカルシウム塩と共に、およそ1%のクベブ酸（cubebic acid）とおよそ6%の樹脂を含む。

## 使用

### 民間療法における歴史
中世のアラブの薬草医は大抵錬金術を熟知しており、ヒッチョウカはal butmの水を調製する時にkababaという名前で使われた。イングランドにおけるヒッチョウカの近代の使用は淋病の治療のためであり、その殺菌作用は大いに価値があった。ウィリアム・ワイヤット・スクワイア（William Wyatt Squire）は1908年に、ヒッチョウカの果実が「泌尿生殖器の粘膜に対して特異的に作用する。淋病の全ての段階に与えられる」と書いた。1921年に印刷された『The National Botanic Pharmacopoeia』は、ヒッチョウカが「flour albusのための素晴らしい治療薬」であったと記した。

### 料理
ヨーロッパでは、ヒッチョウカは中世期に高価な香辛料の1つであった。肉の香り付けとして粉にされたり、ソースで使われたりした。中世のレシピはアーモンドミルクと数種類の香辛料からなる「sauce sarcenes」を作るのにヒッチョウカを含めている。芳香菓子類として、ヒッチョウカは砂糖漬けにされたり丸ごと食べられたりした。ヒッチョウカ、クミン、およびニンニクを浸出させた酢であるOcet Kubebowyは14世紀のポーランドにおいて肉のマリネのために使われた。ヒッチョウカは香りの良いスープの風味を増すために使うことができる。
ヒッチョウカはアラブを経由してアフリカに到達した。モロッコ料理では、ヒッチョウカは香りの良い料理や、markoutsのようなパン菓子で使われる。また、名高い混合香辛料ラスエルハヌートの原料の一覧で見られることがある。インドネシア料理、特にインドネシアのグライ（カレー）では、ヒッチョウカが頻繁に使用される。

### 紙巻きたばこと酒
ヒッチョウカは喘息、慢性咽頭痛、および花粉症のための紙巻きたばこの一種で頻繁に使用された。クベブたばこを好んだエドガー・ライス・バローズは、もしこれほど多くのクベブを吸っていなかったとしたら、『ターザン』は存在していなかったもしれない、とおどけて述べた。Marshall's Prepared Cubeb Cigarettesが人気のあるブランドで、第二次世界大戦中まで製造されるだけの売り上げがあった。
2000年、クベバ油はノースカロライナ州健康福祉局のタバコ予防管理部局によって発表されたたばこの添加物の一覧に含められた。
ボンベイ・サファイア・ジンはヒッチョウカやギニアショウガを含む植物で風味付けされる。このブランドは1987年に始められたが、その製造者はこれが1761年に遡る秘密のレシピに基づいていると主張している。辛くてヒリヒリする味を持つウクライナのコショウ風味の焦げ茶色のホリルカであるペルツォフカはヒッチョウカとトウガラシを付け込んで作られる。

### その他

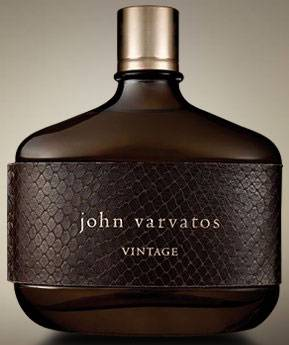
John Varvatos Vintageは芳香のための原料の1つとしてヒッチョウカを使用する。

ヒッチョウカはパチョリの精油の混ぜ物として使われることがあり、パチョリの使用者は注意が必要である。同様に、ヒッチョウカはPiper baccatumやPiper caninumで混ぜ物をされる。